# Piotr Mowlik
Piotr Mowlik, född den 21 april 1951 i Orzepowice, Polen, är en polsk fotbollsspelare som tog OS-silver i fotbollsturneringen vid de olympiska sommarspelen 1976 i Montréal.